# جورج توپو یکم
جورج توپو یکم (انگلیسی: George Tupou I؛ ۴ دسامبر ۱۷۹۷ – ۱۸ فوریهٔ ۱۸۹۳) اولین پادشاه تونگا بود.
وی در سال ۱۸۴۵ پادشاهی کشور تونگا را بنیان‌نهاد و تا زمان مرگش در سال ۱۸۹۳ میلادی حکومت کرد، پس از وی به علت مرگ پسرانش جورج توپو دوم که نوه تویتا اونگا (پسر بزرگ پادشاه) به سلطنت رسید.

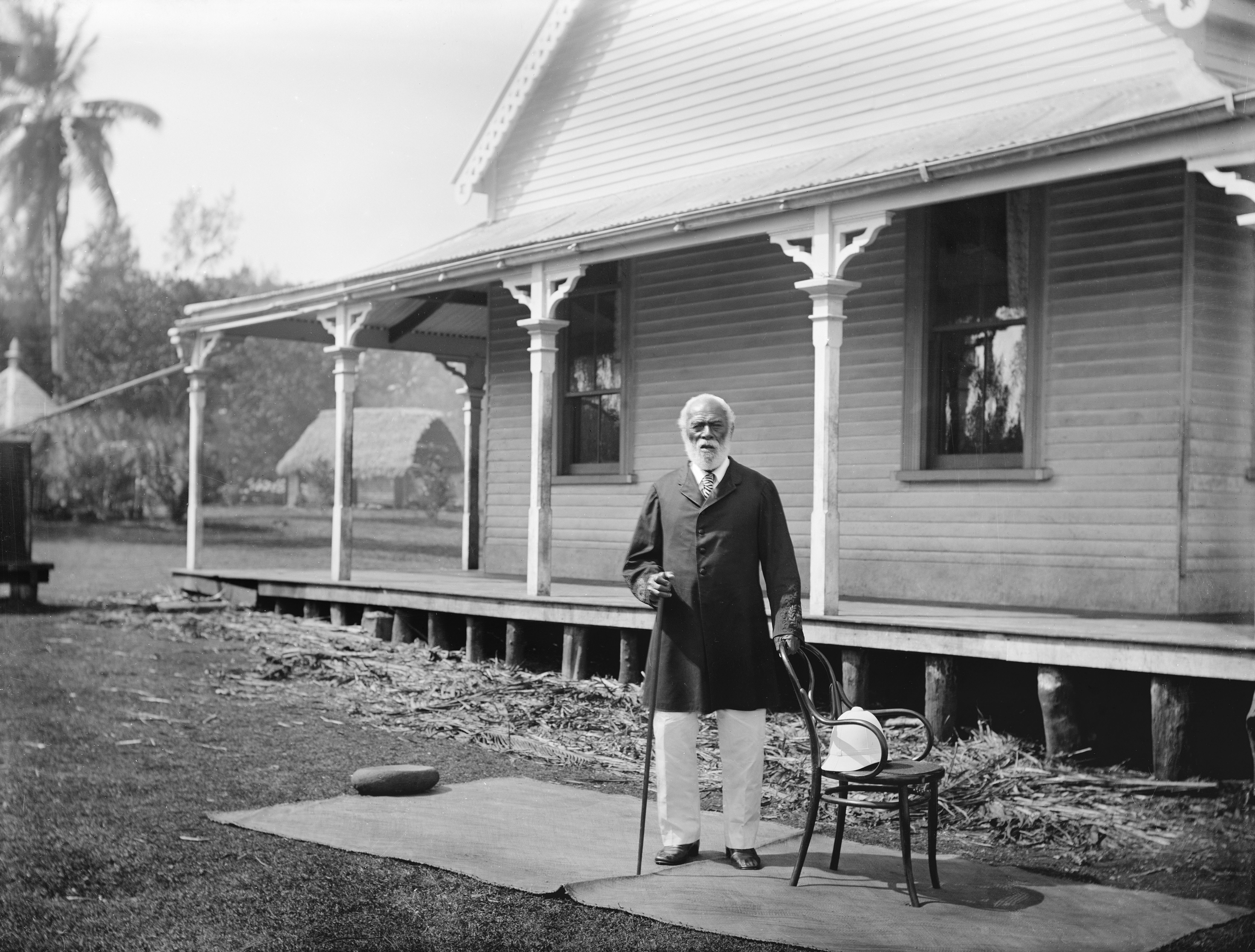
جورج توپو یکم، ۱۸۸۴